# جرانجر
جرانجر (واشنطن) (بالإنجليزية: Granger, Washington) هي مدينة تقع في الولايات المتحدة في مقاطعة ياكيما، واشنطن. يقدر عدد سكانها بـ 3,246 نسمة ومساحتها 4.66 كم2 وترتفع عن سطح البحر 223 متر.

## التركيبة السكانية
قام مكتب تعداد الولايات المتحدة بتحديد بيانات التركيبة السكانية لجرانجرفي تعداد الولايات المتحدة. في ما يلي، التركيبة السكانية حسب تعدادي 2000 و2010.

### تعداد عام 2000
بلغ عدد سكان جرانجر 2,530 نسمة بحسب تعداد عام 2000، وبلغ عدد الأسر 570 أسرة وعدد العائلات 501 عائلة مقيمة في البلدة. في حين سجلت الكثافة السكانية 2,019.7 نسمة لكل ميل مربع (779.8/كم2). وبلغ عدد الوحدات السكنية 609 وحدة بمتوسط كثافة قدره 486.2 نسمة لكل ميل مربع (187.7/كم2).
وتوزع التركيب العرقي للبلدة بنسبة 20.20% من البيض و 0.79% من الأمريكيين الأصليين و 2.65% من عرقين مختلطين أو أكثر.
بلغ عدد الأسر 570 أسرة كانت نسبة 60.5% منها لديها أطفال تحت سن الثامنة عشر تعيش معهم، وبلغت نسبة الأزواج القاطنين مع بعضهم البعض 68.2% من أصل المجموع الكلي للأسر، ونسبة 13.3% من الأسر كان لديها معيلات من الإناث دون وجود شريك، وكانت نسبة 12.1% من غير العائلات. تألفت نسبة 9.8% من أصل جميع الأسر من أفراد ونسبة 4.4% كانوا يعيش معهم شخص وحيد يبلغ من العمر 65 عاماً فما فوق. وبلغ متوسط حجم الأسرة المعيشية 4.69، أما متوسط حجم العائلات فبلغ 4.44.
بلغ العمر الوسطي للسكان 21 عاماً. وكانت نسبة 14.2% بين الثامنة عشر والأربعة وعشرون عاماً، ونسبة 25.5% كانت واقعةً في الفئة العمرية ما بين الخامسة والعشرون حتى والأربعة وأربعون عاماً، ونسبة 12.2% كانت ما بين الخامسة والأربعون حتى الرابعة والستون، ونسبة 5.1% كانت ضمن فئة الخامسة والستون عاماً فما فوق. يوجد لكل 100 أنثى 105.5 ذكر، ويوجد لكل 100 أنثى في الثامنة عشر من عمرها فما فوق 101.8 ذكر.
بلغ متوسط دخل الأسرة في البلدة 26,250 دولار، أما متوسط دخل العائلة فبلغ 28,026 دولار. وكان متوسط دخل الذكور 21,458 دولار مقابل 20,000 دولار للإناث. وسجل دخل الفرد الخاص بالبلدة 8,111 دولار. وكانت نسبة 28.5% من العائلات ونسبة 34.3% من السكان تحت خط الفقر، وكان من هؤلاء نسبة 43.3% تحت سن الثامنة عشر ونسبة 21.4% في الخامسة والستين من العمر وما فوق.

### تعداد عام 2010
بلغ عدد سكان جرانجر 3,246 نسمة بحسب تعداد عام 2010، وبلغ عدد الأسر 774 أسرة وعدد العائلات 675 عائلة مقيمة في المدينة. في حين سجلت الكثافة السكانية 1,813.4 نسمة لكل ميل مربع (700.2/كم2). وبلغ عدد الوحدات السكنية 813 وحدة بمتوسط كثافة قدره 454.2 لكل ميل مربع (175.4/كم2).
وتوزع التركيب العرقي للمدينة بنسبة 48.6% من البيض و 1.7% من الأمريكيين الأصليين و 0.5% من الأمريكيين ذوي الأصول الآسيوية و 0.4% من الأمريكيين الأفارقة و 1.9% من عرقين مختلطين أو أكثر.
بلغ عدد الأسر 774 أسرة كانت نسبة 66.3% منها لديها أطفال تحت سن الثامنة عشر تعيش معهم، وبلغت نسبة الأزواج القاطنين مع بعضهم البعض 60.2% من أصل المجموع الكلي للأسر، ونسبة 17.6% من الأسر كان لديها معيلات من الإناث دون وجود شريك، بينما كانت نسبة 9.4% من الأسر لديها معيلون من الذكور دون وجود شريكة وكانت نسبة 12.8% من غير العائلات. تألفت نسبة 10.5% من أصل جميع الأسر من أفراد ونسبة 4.5% كانوا يعيش معهم شخص وحيد يبلغ من العمر 65 عاماً فما فوق. وبلغ متوسط حجم الأسرة المعيشية 4.41، أما متوسط حجم العائلات فبلغ 4.14.
بلغ العمر الوسطي للسكان 22.2 عاماً. وكانت نسبة 43% من القاطنين تحت سن الثامنة عشر، وكانت نسبة 11% بين الثامنة عشر والأربعة وعشرون عاماً، ونسبة 26.4% كانت واقعةً في الفئة العمرية ما بين الخامسة والعشرون حتى والأربعة وأربعون عاماً، ونسبة 14.9% كانت ما بين الخامسة والأربعون حتى الرابعة والستون، ونسبة 4.8% كانت ضمن فئة الخامسة والستون عاماً فما فوق. وتوزع التركيب الجنسي للسكان بنسبة 50.5% ذكور و49.5% إناث.